# 위 (시호)
위는 시호에 쓰이는 글자다. 음이 같은 威, 魏 두 가지 글자가 있으며, 威는 《일주서》 〈시법해〉에서 맹이강과(猛以剛果), 맹이강과(猛以彊果), 강의신정(彊毅信正)을 일컫는다고 했고 魏는 극위첩행(克威捷行), 극위혜례(克威惠禮)를 일컫는다고 한다.

## 위황제(威皇帝)
- 북위 위제 탁발쾌 (추존)
- 서연 위제

## 위왕(威王)
- 임성위왕 조창
- 제 위왕
- 초 위왕

## 위공(威公)
- 서주 위공

## 위후(威侯)
- 옹노위후 구순
- 광창위후 악진
- 개양위후 장패
- 고릉위후 조순
- 한 위후